# Nudaria quilimanensis
Nudaria quilimanensis är en fjärilsart som beskrevs av Embrik Strand 1922. Nudaria quilimanensis ingår i släktet Nudaria och familjen björnspinnare. Inga underarter finns listade i Catalogue of Life.